# Euxoa terrenus
Euxoa terrenus là một loài bướm đêm trong họ Noctuidae.